# Torrent de Colobrers
El torrent de Colobrers, també conegut amb el nom de torrent de la Tosca o torrent de Can Pagès, és un curs d'aigua del Vallès Occidental. És un dels espais més valorats del rodal sabadellenc.
Té uns 6 km de longitud. Neix a la serra del Vent, de Castellar del Vallès, travessa el pla de la Bruguera i, en entrar al terme de Sabadell, s'encaixa al terreny tot formant unes ribes alteroses i abruptes. Gairebé al final del recorregut passa entremig de Can Garriga i Can Pagès i desguassa al riu Ripoll prop del pont de Castellar.
L'aigua que aporta el torrent procedeix de la font de Can Moragues i també dels diferents i rics aqüífers de la zona. Part d'aquesta aigua es capta en una mina i es condueix per galeries subterrànies, recs i fins i tot un petit aqüeducte. Els destinataris són encara els quatre propietaris de l'entorn que se la repartiren l'any 1856: els Pagès, els Garriga, els Moragues i els Barata.
L'espectacularitat de l'indret és deguda en part a les espècies vegetals, que hi són exuberants. Entre la vegetació de bardissa, destaca la vidalba, l'heura, l'arítjol i l'esbarzer. Pel que fa als arbres de ribera, hi abunden els pollancres, els saücs i els plàtans plantats, al costat de diferents esquelets d'oms afectats per una plaga de fongs. Els joncs, el càrex, els créixens, la sarriassa, les falgueres, les heures i la cua de cavall són algunes de les espècies de ribera que més hi creixen. Cal destacar el galzeran entre els petits arbustos de la zona. Pel que fa a la fauna, hi són freqüents el pit-roig, el cargolet, l'oriol, el rossinyol. Però també el toixó, la fagina, els ratolins i les musaranyes, al costat de la granota verda, la reineta, el gripau, la salamandra i el vidriol. Tanmateix, els invertebrats hi són els éssers més abundants.
L'any 1981 aquest torrent va patir un malaurat vessament de fuel que va fer perillar notablement la biodiversitat de l'indret. Finalment es va poder aturar la "marea negra", però les restes de material químic no van acabar de desaparèixer fins ben bé deu anys després.

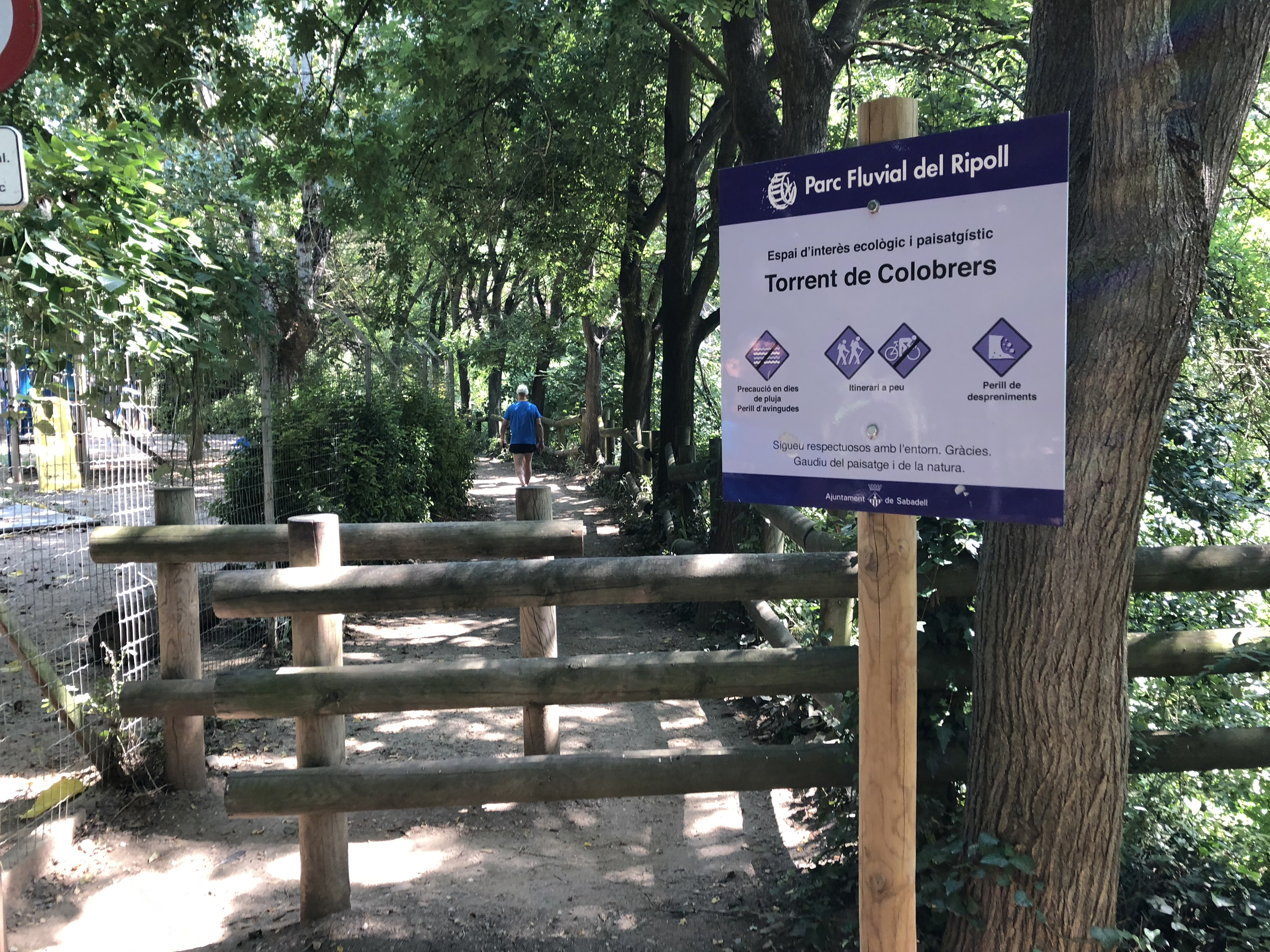
Entrada al Torrent de Colobrers

El 1991 el departament de Promoció Econòmica de l'Ajuntament de Sabadell va crear l'Escola Taller de Medi Ambient La Salut. Els joves que hi van treballar es van dedicar, en part, a netejar i arranjar el torrent de Colobrers i la font i la bassa de Can Moragues. Van construir unes passeres i van barrar accessos per delimitar un únic traçat, amb la intenció d'estalviar erosió innecessària. També van publicar un itinerari.